# Alexis Damour
Alexis Damour (Agustín Alexis Damour) fue un mineralogista francés, nacido en París en 1808,  que se especializó en el análisis químico de los minerales. También estudió los materiales con los que estaban fabricados diferentes artefactos prehistóricos. Fue coleccionista de minerales, reuniendo una colección muy importante, utilizada en sus estudios, que se dispersó tras su muerte, en 1902.

## Biografía
Alexis Damour nació en París el 19 de julio de 1808. En la primera etapa de su vida no se ocupó principalmente de temas científicos, sino que, desde 1827, trabajó en el Ministerio de Asuntos Exteriores francés, en el departamento de criptografía. Dado que disponía de medios económicos suficientes para no necesitar un empleo, se retiró como funcionario para dedicarse desde 1854 exclusivamente a la mineralogía, como investigador independiente. En 1857 fue elegido presidente de la Sociedad Geológica de Francia, en 1878 fue elegido miembro del Instituto de Francia, y en 1880 presidente de la Sociedad Francesa de Mineralogía y Cristalografía.

## Obra científica
El conjunto de sus publicaciones científicas, en las revistas francesas más importantes de mineralogía y química, entre 1837 y 1894, fueron referenciadas por Lacroix. Una buena parte de sus trabajos analíticos aparecieron en obras de otros autores, o quedaron sin publicar. 
Descubrió y describió desde el punto de vista químico, varias especies minerales nuevas, entre ellas la calcomenita un selenito de cobre procedente del cerro de Cacheuta, en Mendoza (Argentina). En éste y en otros casos contó con loa colaboración de Des Cloizeaux, que se ocupaba de los aspectos cristalográficos. Precisamente como testimonio de esta colaboración, puso el nombre de descloizita a un nuevo mineral, un vanadato de plomo que descubrió en ejemplares procedentes de Córdoba, República de  la Plata. Probablemente la localidad exacta era el distrito de El Guaico, departamento de Minas, Córdoba (Argentina). El estudio cristalográfico fue realizado también por Des Cloizeaux.
Damour estudió desde el punto de vista mineralógico diversos materiales arqueológicos. Determinó que la piedra verde que aparecía en forma de cuentas y colgantes en yacimientos prehistóricos franceses no era turquesa, sino un fosfato de aluminio al que consideró una especie nueva (aunque se trataba de variscita, ya conocida), a la que dio el nombre de callaïs, callaíta. También estudió la composición de las hachs de piedra de distintas culturas, relacionándolas con las posibles fuentes de materia prima.